# One Night Stand 2007
One Night Stand 2007 was een professioneel worstel-pay-per-viewevenement dat geproduceerd werd door World Wrestling Entertainment (WWE). Dit evenement was de derde editie van One Night Stand en vond plaats in de Jacksonville Veterans Memorial Arena in Jacksonville (Florida) op 3 juni 2007.
De belangrijkste gebeurtenis was een Pinfalls Count Anywhere match tussen de kampioen John Cena en The Great Khali voor het WWE Championship. John Cena won de Pinfalls Count Anywhere match.

## Matchen
| Nr.                                                                          | Match | Winnaar(s)              |
| ---------------------------------------------------------------------------- | --- | ----------------------- |
| -                                                                            | Chris Masters vs. Santino Marella in een een-op-eenmatch                                                                  | Santino Marella         |
| 1                                                                            | Randy Orton vs. Rob Van Dam in een Stretcher match                                                                        | Rob Van Dam             |
| 2                                                                            | The New Breed vs. CM Punk & ECW Originals in een Tables match                                                             | CM Punk & ECW Originals |
| 3                                                                            | The Hardys (c) vs. The World's Greatest Tag Team in een Ladder match voor het World Tag Team Championship                 | The Hardys (c)          |
| 4                                                                            | Kane vs. Mark Henry in een Lumberjack match                                                                               | Mark Henry              |
| 5                                                                            | Vince McMahon (c) (met Shane McMahon & Umaga) vs. Bobby Lashley in een Street Fight match voor het ECW World Championship | Bobby Lashley (nc)      |
| 6                                                                            | Melina vs. Candice Michelle in een Pudding match                                                                          | Candice Michelle        |
| 7                                                                            | Edge (c) vs. Batista in een Steel Cage Match voor het World Heavyweight Championship                                      | Edge (c)                |
| 8                                                                            | John Cena (c) vs. The Great Khali in een Pinfalls Count Anywhere match voor het WWE Championship                          | John Cena (c)           |
| (c) huidige kampioen voor en na de match \| (nc) nieuwe kampioen na de match | |                         |